# Raakmoorgraben
Der Raakmoorgraben ist ein ca. 6,9 Kilometer langer Graben in Hamburg-Fuhlsbüttel, Hamburg-Langenhorn und Hamburg-Hummelsbüttel und linker Nebenfluss der Tarpenbek.
Er wurde, zusammen mit seinem Rückhaltebecken, um 1934 während der Weltwirtschaftskrise als eine Arbeitsbeschaffungsmaßnahme durch einen freiwilligen Arbeitsdienst erweitert. Dies sollte die Entwässerung des Moores erleichtern. Südlich des Rückhaltebeckens gibt es einen Gedenkstein für den Freiwilligen Arbeitsdienst.

Große Teile des Raakmoorgrabens existierten bereits vor 1934, was auf einer Karte aus dem 19. Jahrhundert erkennbar ist. Der Hummelsbütteler Moorgraben, jetzt ein Nebenfluss, bildete den Anfang.

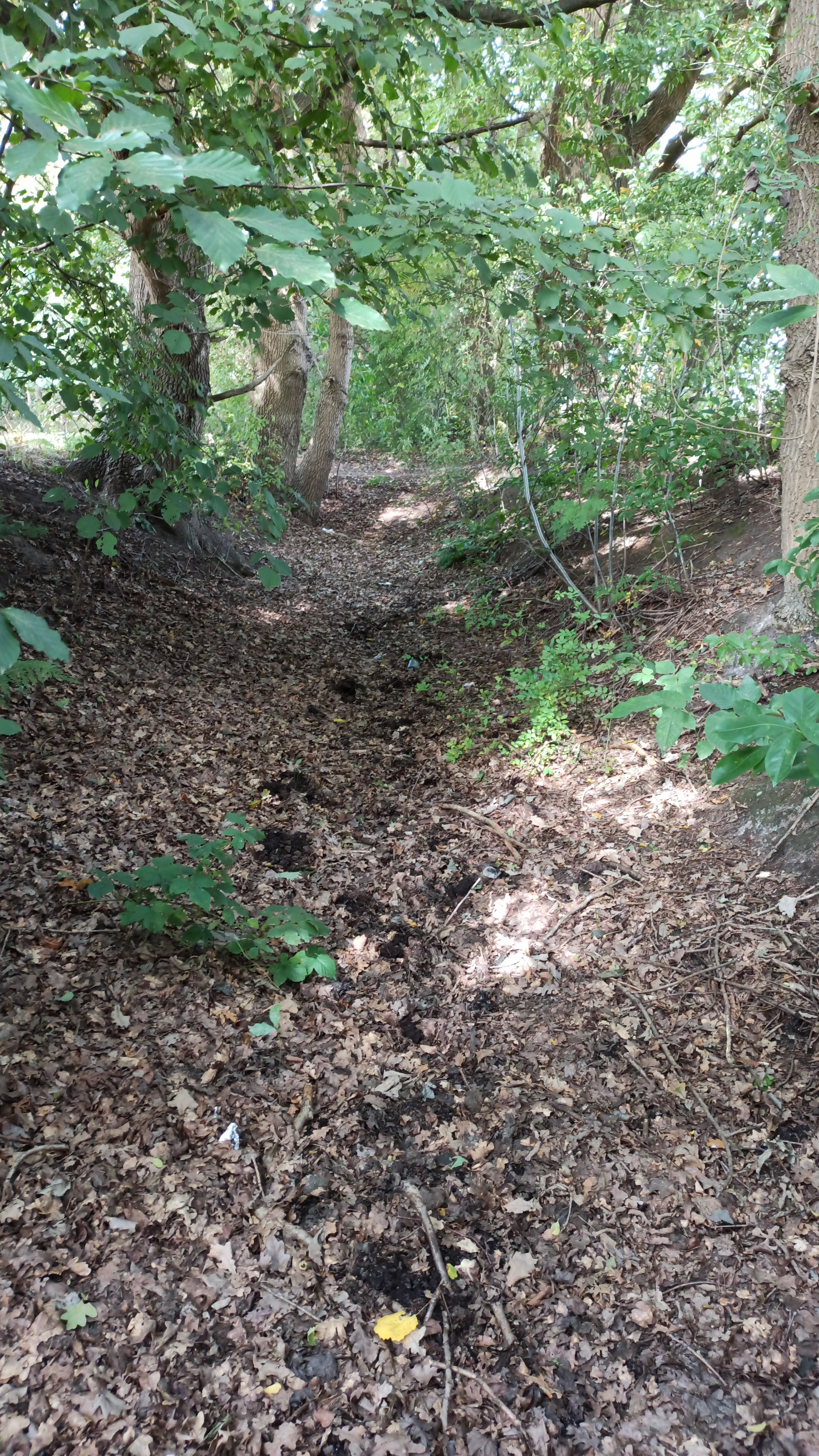
Beginn des Raakmoorgrabens
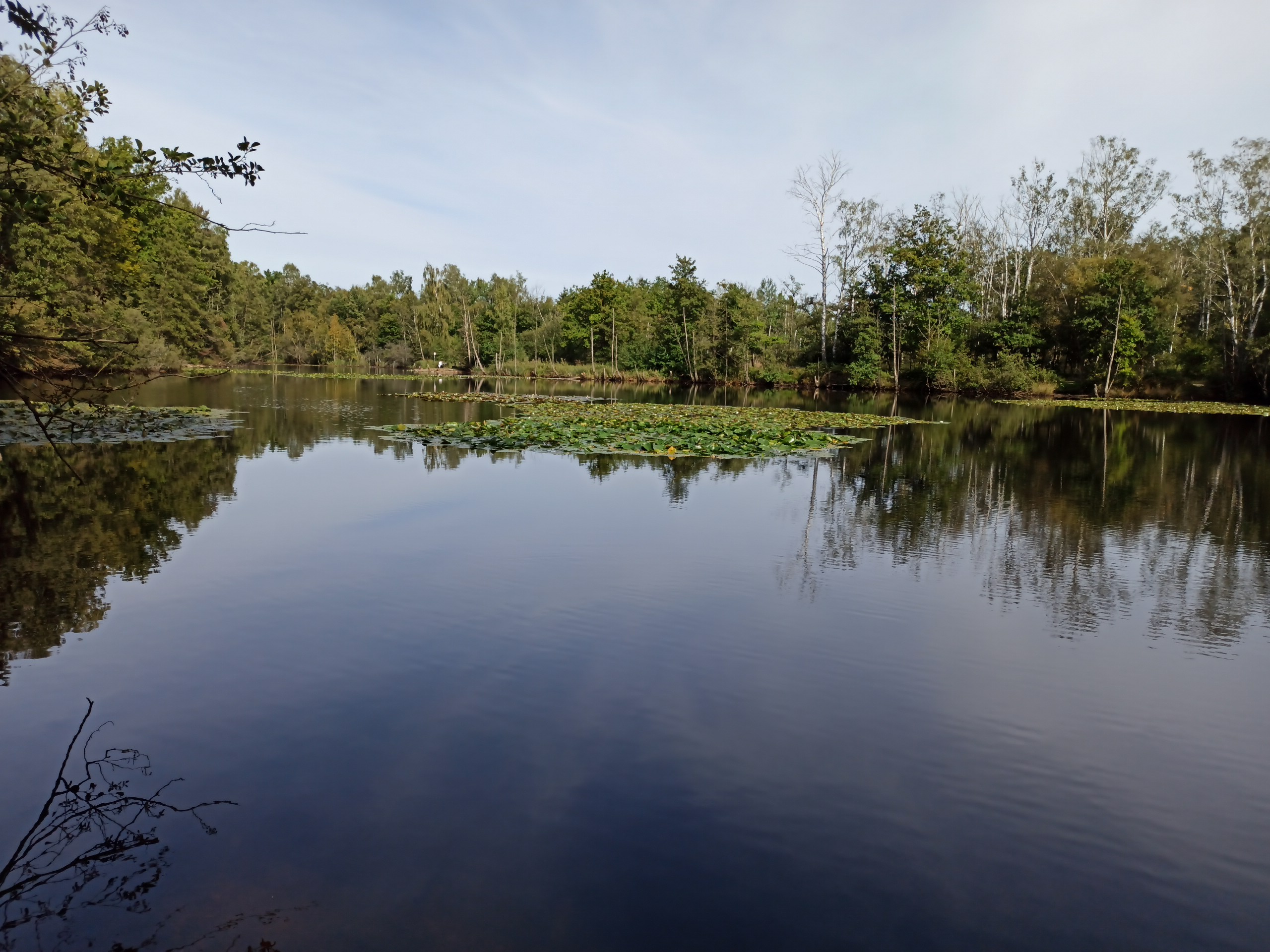
Rückhaltebecken Raakmoor

## Verlauf
Er beginnt nördlich des Raakmoors und verläuft von da einen großen Teil seiner Strecke auf der Grenze zwischen Hamburg-Hummelsbüttel und Hamburg-Langenhorn. Auf seinem Weg nach Süden fließt er durch das Raakmoor, der Herzmoorgraben fließt dazu, weiter durch ein großes Rückhaltebecken, danach erhält er Zufluss durch den Hummelsbütteler Moorgraben. Dann verlässt er das Raakmoor, unterquert den Ring 3 und die Straße Moorreye, wonach er wieder ein Rückhaltebecken durchfließt. Er unterquert die Flughafenstraße und verläuft jetzt in Hamburg-Fuhlsbüttel, unterquert die Straße Ohkamp und die U-Bahn-Strecke sowie die Langenhorner Chaussee und abermals die Flughafenstraße. Dort fließt durch ein Wasserbecken der Rodenkampgraben dazu. Danach unterquert er die B433 und fließt, teils unterirdisch, auf dem Gelände des Hamburger Flughafens weiter. Dort erhält er noch Zufluss durch den Jugendparkgraben, den Holtkoppelgraben und den Westerrodegraben, außerdem besteht noch eine Verbindung zum Rodenkampgraben. Nach dem Flughafengelände mündet er an der Grenze zu Hamburg-Niendorf in die Tarpenbek.